# Botn
Botn – śródlądowy fjord w Norwegii w gminie Indre Fosen w Trøndelag. Na jego północnym brzegu znajduje się miejscowość Årnset, siedziba administracyjna gminy. Botn jest połączony płytką i krótką cieśniną Strømmen z zatoką Sundsbukta, częścią Trondheimsfjorden. Jezioro ma około 5 km długości i 1 km szerokości. Jego głębokość sięga 55 m.

## Osunięcie gliny w 1978
29 kwietnia 1978 roku 5 - 6 milionów m³ gliny osunęło się do wód Botn. Osuwisko zabrało ze sobą 15 farm i dwa domy mieszkalne. W jego wyniku zginęła jedna osoba. Glina spowodowała również trzymetrowe tsunami, które dokonało zniszczeń w znajdującej się na przeciwnym brzegu miejscowości Leira.